# Havelok the Dane
Havelok the Dane (Lay of Havelok the Dane eller Havelok) er en middelengelsk ridderroman om den dansk-engelske sagnkonge Havelok. Historien er en del af engelsk middelalderlitteratur (the English Matter). Titlen er  også kendt i to tidligere anglonormanniske versioner. De fleste forskere placerer tilblivelsen af værket Havelok the Dane mellem 1280 og 1290. Navnet Havelok ses i litteraturen stavet på varierende måder, heriblandt som "Haveloc", "Havelock" og "Aybloc".